# Epidendrosaurus

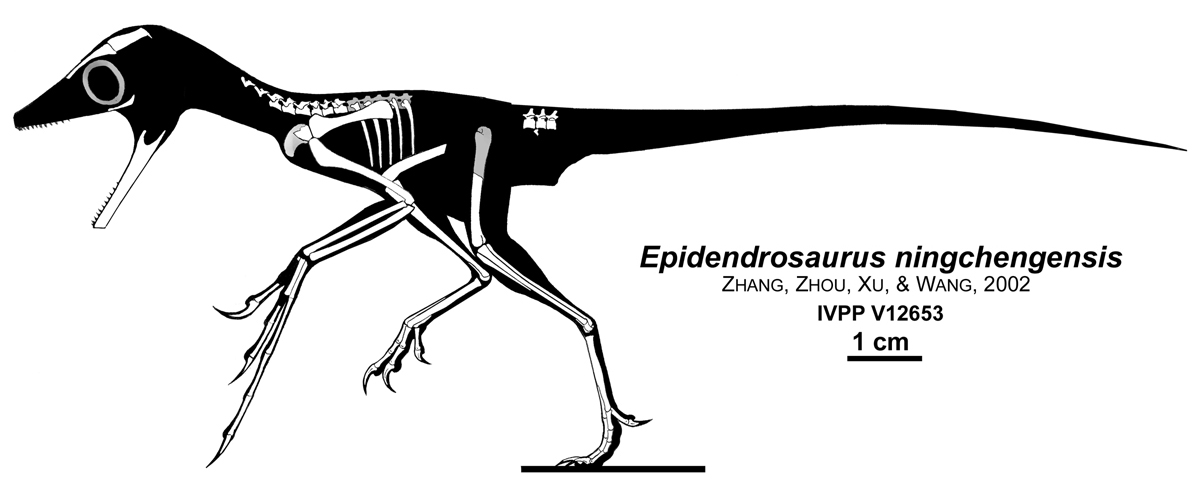
Skelettrekonstruktion

Epidendrosaurus (=„Echse auf dem Baum“) ist eine Gattung kleiner, vogelähnlicher theropoder Dinosaurier aus der Familie der Scansoriopterygidae innerhalb der Avialae (Vögel im weiteren Sinne). Ein nah verwandter Fund wurde zunächst als Scansoriopteryx (= „Kletternder Flügel“), beschrieben, dabei dürfte es sich aber um ein Synonym handeln.

## Beschreibung
Bislang wurden nur Fossilien von Jungtieren gefunden, die etwa die Größe eines Haussperlings erreichten. Das genaue Aussehen und die Größe adulter Tiere ist bislang unbekannt. Herausragendes Merkmal war der stark verlängerte dritte Finger, dessen genaue Funktion bislang nicht bekannt ist. Auch die Vordergliedmaßen generell und das zweite Glied des zweiten Fingers waren verlängert. Die Hinterbeine endeten in vier relativ kurzen Zehen. Der Schwanz war vergleichsweise lang und dürfte am Ende büschelartig befiedert gewesen sein. Bei dem ursprünglich Scansoriopteryx benannten Exemplar war der Schwanz deutlich kürzer. Im Unterkiefer waren zumindest zwölf Zähne vorhanden, die nach hinten hin kleiner wurden.
Der Bau der Füße und der Vordergliedmaßen könnte für eine baumbewohnende Lebensweise dieser Tiere gesprochen haben. Der verlängerte dritte Finger dürfte allerdings beim Klettern keine Rolle gespielt haben. Möglicherweise diente er – ähnlich wie beim Fingertier, das einen ähnlichen Bau aufweist – dazu, Insekten aus der Baumrinde herauszupicken.

## Entdeckungsgeschichte und Benennung
Nahezu zeitgleich wurden im Jahr 2002 zwei Fossilienfunde aus China beschrieben. Fucheng Zhang, Zhonghe Zhou, Xing Xu, Xiaolin Wang beschrieben ein als Epidendrosaurus ningchenensis benanntes Exemplar aus der Daohugou-Formation im Kreis Ningcheng im Autonomen Gebiet Innere Mongolei. Stephen Czerkas und Chongxi Yuan beschrieben ihr Scansoriopteryx heilmanni genanntes Exemplar aus der benachbarten Provinz Liaoning. Das Alter der Funde ist immer noch umstritten, angenommen wird eine Datierung auf den mittleren oder oberen Jura.
Die beiden Gattungen ähnelten einander stark und wurden in der Familie Scansoriopterygidae vereint. Einige Werke gehen davon aus, dass es sich um ein Synonym handelt.
Im Falle einer mehrfachen Beschreibung eines Taxons ist laut den Regeln der ICZN der früher beschriebene Name gültig. Verfahrenstechnische Gründe – die Veröffentlichung von E. ningchenensis erfolgte zunächst online und nicht gedruckt – führten dazu, dass sich die ICZN mit dem Fall beschäftigte und Epidendrosaurus als gültigen Namen anerkannte.

## Systematik
Da bislang nur Jungtiere gefunden wurden, die nur bedingt Rückschlüsse auf das Aussehen erwachsener Tiere zulassen, ist die systematische Einordnung von Epidendrosaurus unklar. Die Erstbeschreiber schlossen aus anatomischen Merkmalen eine klare Zugehörigkeit zu den Coelurosauria. Der stark verlängerte dritte Finger ist ein Merkmal, das weder bei den Nicht-Vogel-Theropoden noch bei frühen Vögeln wie Archaeopteryx auftaucht. Czerkas und Yuan, die Erstbeschreiber des Scansoriopteryx genannten Exemplars, plädierten hingegen für eine unorthodoxe, den gängigen Meinungen zur Dinosauriersystematik widersprechende Einordnung. Die genaue systematische Stellung ist unklar, er wird als Aviala (Vogel im weiteren Sinn) incertae sedis geführt.